# Hoplophorella rangiroaensis
Hoplophorella rangiroaensis är en kvalsterart som beskrevs av Hammer 1972. Hoplophorella rangiroaensis ingår i släktet Hoplophorella och familjen Phthiracaridae. Inga underarter finns listade i Catalogue of Life.